# Д’Индия, Сиджизмондо
Сиджизмо́ндо д’Индия (итал. Sigismondo d'India, ок. 1582, Палермо? — до 19 апреля 1629, Модена) — итальянский композитор, автор преимущественно светских вокальных сочинений в разных жанрах.

## Биография
Родился на о.Сицилия. Предположительно, фамилия д’Индия досталась предку Сиджизмондо по названию небольшой реки Индиа в этой местности. О его жизни до 1600 известно мало. Возможно, провел своё детство и юношество в Неаполе, где его наставниками в музыке были композиторы, связанные с академией Фабрицио Джезуальдо. С 1600 по 1609 работал при различных дворах во Флоренции, Мантуе, Неаполе, Риме, в 1610 — в Парме и Пьяченце. В 1611 поступил на службу к герцогу Савойскому в Турине, где оставался до 1623. Был вынужден уехать из-за политических интриг, направился в Модену, затем в Рим. Есть предположения, что он работал при дворе герцога Баварского. Сведений о дальнейшей его жизни нет.

## Творчество
За свою недолгую жизнь Сиджизмондо успел оставить большое творческое наследие: 8 сборников («книг») многоголосных мадригалов, 3 сборника мотетов, 2 сборника вилланелл, 5 сборников под названием «Музыка» (где напечатаны различные сочинения, в том числе одноголосные и инструментальные).
Наряду с Монтеверди, стоял у истоков зарождающейся «монодии», которая активно развивавалась, в том числе,  во Флорентийской камерате. К началу XVII века в Италии сформировался новый речитативный стиль и новый гомофонно-гармонический склад. Мелодия представляла собой мелодекламацию, выражающую аффекты текста, а сопровождение — цифрованный бас. Сольные мадригалы являются образцами наиболее оригинальной и выразительной музыки Сиджизмондо. Они написаны в речитативном стиле, но композитор сумел преодолеть монотонность своих первых монодий за счет фразировки, «большого дыхания», мелодической выразительности.
Образная сфера светской музыки Сиджизмондо, писавшего на стихи Ф. Петрарки, О. Ринуччини, Дж. Б. Гварини, Дж. Марино и других итальянских поэтов, находится в русле любовной тематики: душевные излияния разлученных влюбленных, горе безответной любви и пр.
Друг, я повержен — прости!

Прости, что нет ничего и в душе.

Увы, увы! Ради неё прошу и беру

Крещения в огненной страсти.

Он открывает свой священный секрет,

А она смеется.

И только смерть покажется счастьем.

Говорю: «О, Небо, я умираю!»
Для наиболее выразительного отображения различных чувств композитор использует соответствующие музыкальные средства: скачки вниз на большие интервалы, полутоновые нисходящие интонации — lamento, тритоны, необычные гармонические последовательности, обильное использование хроматики, диссонансы, выразительные паузы. Подобные приёмы техники композиции передают драматизм высокого уровня, который по своей насыщенности может уступить разве что монтевердиевскому.
Сиджизмондо не писал опер, но тенденция к театральному «оформлению» произведений отчетливо прослеживается в последних книгах мадригалов. Все сочинения в этих книгах объединены общим замыслом, одной сюжетной линией. Каждая книга состоит из продуманной последовательности сольных мадригалов, драматических речитативов, арий, обрамленных вступительными и заключительными инструментальными пьесами. Например, в пятой книге мадригалов чередуются серьёзные ариозо богинь Вирту и Дианы, драматические речитативы Дидоны, Ясона, пасторальные арии-канцонетты крестьян.
В музыкальном наследии Сиджизмондо сочетаются стилевые особенности, характерные, с одной стороны, для конца эпохи Возрождения и, с другой,— для раннего барокко. В Первой, Второй и частично в Третьей книгах мадригалов очевидна преемственность (особенно в области хроматической гармонии) с маньеристскими поздними мадригалами Джезуальдо. Перейдя к упрощённому «монодическому» стилю с basso continuo (как, например, в последних восьми мадригалах Третьей книги), Сиджизмондо оставил хроматические эксперименты, а на смену изысканной имитационной полифонии пришла фактура с выраженными мелодическим (голос соло, «моноритмический» вокальный дуэт или терцет) и гармоническим слояии.

## Сочинения

### Для музыкального театра
- La Zalizura. Dramma in musica testo di Filippo San Martino di Agliè (Турин, 1611—1612, 1618 или 1623)
- La caccia, favola pastorale (Турин, 1620)
- S. Eustachio, dramma sacro (Рим, 1625)

### Мадригалы
- Primo libro de’ madrigali a 5 voci (Милан, 1606)
- Secondo libro de’ madrigali a 5 voci (Венеция, 1611)
- Terzo libro de’ madrigali a 5 voci con il suo basso continuato (Венеция, 1615)
- Quarto libro de’ madrigali a 5 voci (Венеция, 1616)
- Quinto libro de’ madrigali a 5 voci (Венеция, 1616)
- Settimo libro de’ madrigali a 5 voci (Рим, 1624)
- Ottavo libro de’ madrigali a 5 voci con basso contuinuo (Рим, 1624)

### Другие светские жанры
- Villanelle alla napoletana a 3 voci libro I (Неаполь, 1608)
- Le musiche da cantar solo nel clavicordo, chitarrone, arpa doppia (Милан, 1609)
- Secondo libro delle villanelle alla napolitana a 3-4 voci (Неаполь, 1612)
- Le musiche a 2 voci (Милан, 1615)
- Le musiche… Libro III a 1 e 2 voci (Милан, 1618)
- Le musiche e balli a 4 voci con basso continuo (Венеция, 1621)
- Le musiche… Libro IV (Венеция, 1621)
- Le musiche… Libro V (Венеция, 1623)

### Мотеты
- Liber secundus sacrorum concentuum 3-4 voci (Венеция, 1610)
- Liber primus motectorum a 4 voci col basso seguente (Венеция, 1627)

### Церковная музыка
- Missa "Dominae clamavi ad te (1626, рукопись)

### Утраченные сочинения
- Sesto libro de’ madrigali a 5 voci

## Дискография
Возрождению интереса к Сиджизмондо в XX в. положил начало А. М. Волконский, который в 1984 г. записал (с ансамблем «Hoc opus») CD «Le monde étrange de Sigismondo d’India». Третью книгу мадригалов Сиджизмондо записал английский ансамбль «Consort of Musicke» (с Эммой Кёркби, 1987), первую книгу мадригалов — итальянский ансамбль «La Venexiana» (2001). Тематические подборки его сочинений записывали ансамбли «Elyma» (2008), «Poiesis» (2003), «Concerto vocale» (1990). В последнем приняли участие видные музыканты Рене Якобс, Виландом Кёйкен, Уильям Кристи.